# Багратуни
Багратуни (на арменски: Բագրատունիներ, Բագրատունյաց Արքայական Տոհմ) са древен арменски влиятелен княжески род в Армения. От 886 г. до 1045 г. са царе на Армения.

## Легенда за произхода им
Съгласно традицията с цел обосноваване на царския им произход сред местните, арменският историк от V век Мовсес Хоренаци им приписва библейски произход от древните и легендарни царе на Израилското царство – Давид и неговия син Соломон, като уточнява, че родът Багратуни произхожда от Шамбота (Шамбата, арм. Самбата), един от юдейските пленници или по-точно от асирийските пленници, преселени в Армения от цар Гайком II, съюзник на Навуходоносор. Достоверността на съобщението на Хоренаци е естествено подложена на съмнение от учените.

## История
По време на арабско-византийските войни и арабско-хазарските войни, през 8 – 9 век, княжеският род обединява под властта си дезинтегрираните територии на източните арменски области, както и някои от южните – около областта Ширак, по течението на река Ахурян. Основател на средновековното арменско царство става Ашот I (820 – 891), първи владетел на средновековна Армения в периода (886 – 890). Ашот II Железният разбива през 921 г. войските на багдадските Абасиди на брега на езерото Севан и се прогласява за шахиншах, като халифа признава властта му през 922 г. През 961 г. главният град, столица на царството, е преместен от Карс в Ани, държавата става известна като Анийско царство. Феодалната раздробеност и релефа на владените арменски територии засилва центробежните сили, усилвайки местните сепаратисти и логично през 1045 г. в края на Македонската династия, арменските земи са присъединени към Византия, като преди това след падането на Първото българско царство (1018/19 г.) под византийска власт, много болярски родове били изселени в Армения където се отличили, а местните не хранили големи симпатии към наложените им властели. След неуспеха на въстанието на Петър Делян, и арменските земи били окончателно присъединени към империята през 1045 г.
След завладяването на арменските земи от Византия, скоро тук се установили селджуките. Династията на Багратидите се прекратила, а от 1080 г. след битката при Манцикерт, в съседната южна територия на антична Киликия било основано от друга династия, тази на Рубенидите – Арменско кралство Киликия.